# Девальвация
Девальва́ция (лат. de «понижение» + лат. valeo «иметь значение; сто́ить») — снижение курса национальной валюты по отношению к твёрдым валютам в системах с фиксированным курсом валюты, устанавливаемым денежными властями.
Ранее термин использовался в контексте уменьшения золотого содержания денежной единицы в условиях золотого стандарта.
Девальвация — продиктованное экономической политикой снижение реального валютного курса (термин используется в научно-исследовательских работах Международного валютного фонда)
Девальвация рассматривается как инструмент центральных банков по управлению национальной валютой, противоположный ревальвации.
В условиях плавающего валютного курса не происходит прямого официального назначения стоимости национальной валюты. Поэтому для ситуации снижения курса валюты применяется термин обесценивание (англ. depreciation), а для ситуации роста курса валюты — термин подорожание (англ. appreciation). Центральный банк может лишь косвенными методами (валютными интервенциями) изменять курс. В этих условиях обесценивание или подорожание будет не результатом принятия официального документа, а результатом изменения стоимости валюты под воздействием рыночных механизмов.

## Девальвация и инфляция
Термин «инфляция» близок по значению к термину «девальвация», однако первый чаще относят к покупательной способности национальной валюты на местном товарном рынке, а второй — покупательной способности в отношении иностранных валют. По смыслу, и то и другое характеризуется изменением покупательной способности. Часто девальвация валюты может быть одной из причин инфляции внутри страны. Однако иностранные валюты также подвержены инфляции, поэтому инфляция возможна и без девальвации. Если же иностранные валюты подвержены дефляции, то возможна девальвация без инфляции.

## Причины девальвации
Причинами девальвации национальной валюты могут быть инфляция или дефицит платёжных балансов.
Хотя девальвация вызывается макроэкономическими факторами, непосредственное снижение курса валюты вызывается решением регулирующих органов в стране. Таким решением может быть официальное снижение фиксированного руководством страны курса, отказ от поддержки курса валюты, отказ от привязки курса валюты к валютам других стран или валютным корзинам с целью уменьшения дефицита платёжного баланса страны, повышения конкурентоспособности производимых товаров на мировом рынке, стимулирования внутреннего производства.

## Риски девальвации
Под риском девальвации валюты понимается риск резкого стрессового снижения курса валюты относительно других валют.
Возможность оценки риска девальвации существенно зависит от того, в какой форме она происходит. Снижение руководством страны фиксированного курса может быть предсказано заранее; стихийная девальвация, вызванная неспособностью регулирующих органов поддержать курс валюты, сложно поддаётся оценке.
На ожиданиях резкого падения курса валюты, инвесторы начинают вкладывать деньги в более материальные носители. Но тем не менее это является крайней мерой.

## Примеры девальвации
Как пример девальвации можно привести резкое падение фунта в 1992 году, на котором смог существенно заработать Сорос. Под натиском спекулянтов правительство решило, что не имеет смысла и дальше удерживать валюту. Падение фунта против немецкой марки составило тогда порядка 12 %. Ещё один пример — итальянская лира, относится приблизительно к тому же времени. Девальвация тогда составила порядка 7 %. Обе страны входили в Европейскую валютную систему и отклонение их курсов от паритета было выше установленных норм. После резкого падения национальных валют Великобритания и Италия заявили о выходе из Европейской валютной системы.

### Девальвация в России
Историческим примером открытой девальвации может служить денежная реформа 1839−43 гг. в России, выразившаяся в том, что обесцененные ассигнации были обменены по курсу 3 руб. 50 коп. за 1 серебряный рубль на кредитные билеты, которые, в свою очередь, подлежали обмену на золото и серебро по номинальной стоимости. Таким образом, временная стабилизация рубля была достигнута методом открытой девальвации: за 1 рубль ассигнациями держатели их получили только около 29 коп. серебром.
Историческим примером скрытой девальвации может служить денежная реформа 1895−97 г. в России. Она выразилась в том, что был введён размен кредитных билетов на золотые монеты, номинально рубль за рубль, но при этом золотое содержание рубля было снижено на 1/3 — с 26,1 до 17,4 доли чистого золота.
Ещё одним примером скрытой девальвации может служить денежная реформа в СССР 1961 года. При проведении реформы старые денежные знаки были обменены на новые в соотношении 10:1. Однако золотое содержание рубля было увеличено всего в 4,44444 раза с дореформенных 0,222168 г. чистого золота за один рубль до 0,987412 г. В таком же соотношении был изменён курс доллара. До реформы он составлял 4 рубля за 1 доллар, а после реформы стал равен 90 копеек за 1 доллар. Таким образом в процессе реформы советский рубль был девальвирован в 2,25 раза.
17 августа 1998 года в связи с экономическим кризисом было объявлено о решении девальвировать рубль, введении одностороннего моратория на банковские расчёты с Западом, надлежащее погашение государственных облигаций (ГКО — ОФЗ) и о замораживании счетов частных банков.
Через 10 лет российский рубль вновь был девальвирован с целью улучшения платёжного и торгового баланса и стимулирования притока капитала. За 6 месяцев (с начала августа 2008 года по начало февраля 2009 года) рубль подешевел по отношению к бивалютной корзине примерно на 28 % (с 29,3 до 40,9 рублей за расчётную единицу состоящую на 55 % из USD и на 45 % из EUR), хотя глава Минэкономразвития РФ Эльвира Набиуллина заявила о падении более чем на 40 %.
Третий раз в истории постсоветской России девальвация случилась в 2014 году. При этом курс доллара вырос до отметки в 60 рублей и по итогам 2014 года рубль стал худшей валютой мира по версии Bloomberg, потеряв 58 % своей стоимости по отношению к доллару США.
В феврале 2022 года произошла очередная девальвация рубля, связанная с  вторжением на Украину и последовавшими санкциями по отношению к России. Тогда курс доллара США поднялся с 76 до 122 рублей по данным Центрального банка РФ, в результате рубль девальвировал примерно на 62 %. Однако после принятия ряда решений ЦБ РФ курс  вернулся к уровню 75 рублей. Однако тенденция к росту курса сохранилась и в конце 2024 года цена доллара вновь превысила отметку 100 рублей.

### Девальвация в Белоруссии
1 января 2009 года Национальный банк Республики Беларусь снизил курс белорусского рубля на 20,5 % по отношению к доллару США. Одновременно с этим банк перешёл к расчёту курса белорусского рубля исходя из привязки к корзине валют, в состав которой включены доллар, евро и российский рубль в равных долях.
23 мая 2011 года Национальный банк Республики Беларусь единоразово снизил курс белорусского рубля на 56,2 % по отношению к доллару США до уровня 4930 рублей за 1 доллар США.
20 октября 2011 года курс белорусского рубля был вновь девальвирован более чем на 50 % — на этот раз по итогам торгов на единой сессии Белорусской валютно-фондовой биржи. Курс рубля изменился с 5712 до 8680 рублей за 1 доллар (курсы Нацбанка за 20 и 21 октября соответственно). Совокупная девальвация за неполные десять месяцев 2011 года составила 189 %.

### Девальвация в Казахстане
Первая девальвация произошла 4 февраля 2009 года.
Второй раз Нацбанк Казахстана объявил о девальвации национальной валюты 11 февраля 2014 года, в связи с этим приостановили работу автодилеры и сайты крупнейших интернет-магазинов, закрылись многие обменники. Начались протесты и сбор подписей за импичмент президента Назарбаева, но сайт петиции был позже заблокирован на территории Казахстана. Несмотря на своё заявление в 2009 году о том, что девальвации больше не будет и населению Казахстана не стоит беспокоиться, Н. А. Назарбаев в 2014 году делал заявления о полезности и выгоде для казахстанцев от очередного обесценивания национальной валюты.
20 августа 2015 года в Казахстане, отменили валютный коридор, перешли на свободный плавающий курс и режим таргетирования инфляции.
После объявления (отмены удержания валютного коридора) официальный курс доллара США к тенге на бирже KASE подскочил до 255,26 тенге (примерно со 188 за доллар днём ранее), то есть казахстанская валюта подешевела на 26 %.
По состоянию на 15 сентября 2015 года курс доллара составляет 282,1 тенге за 1 доллар США, что примерно на 50 % выше, чем месяцем ранее.
По состоянию на 24 декабря 2015 года курс доллара составляет 325,45 тенге за 1 доллар США, годовая девальвация составила 85,2 %.

## Последствия девальвации
Положительные стороны
- Следствием девальвации является стимуляция экспорта, поскольку экспортёр при обмене вырученной иностранной валюты на свою обесцененную валюту получает девальвационный доход. Однако, например, в Республике Беларусь девальвация не принесла ожидаемого эффекта:

Экспорт товаров в 2008 году был 32,6 млрд долларов, а после девальвации составил 21,3 млрд долларов. То есть эта девальвация сильно не простимулировала наш экспорт.— профессор, доктор экономических наук Алексей Данильченко
- Повышение спроса на отечественные товары внутри страны.
- Снижение темпов расходования золотовалютных резервов страны.
- Повышение конкурентоспособности национальной экономики. Однако только в случае, если:

…девальвация осуществляется в комплексе с ограничительной денежно-кредитной и доходной политикой, а также структурными реформами— кандидат экономических наук, доцент кафедры международных экономических отношений ФМО БГУ Ольга Кирвель.
Отрицательные стороны
- Очевидным минусом жёсткой девальвации является утрата доверия к обесценивающейся валюте[19].
- Девальвация повышает цены на импортные товары и делает их менее конкурентоспособными по сравнению с местными (отечественными) товарами и поэтому ограничивает импорт, то есть происходит импортозамещение. От этого страдает население, а также предприятия, покупающие иностранное сырьё, детали, оборудование, технологии.
- Обесцениваются вклады в национальной валюте, подвергшейся девальвации. Происходит ажиотажное снятие денежных средств с банковских депозитов в девальвируемой валюте.
- Девальвация провоцирует рост темпов инфляции, так как при удешевлении отечественной продукции производители повышают цены на внутреннем рынке (раскручивание девальвационно-инфляционной спирали), ещё больше обесценивая вклады и сбережения.
- Девальвация создаёт валютные риски для бизнеса, что особенно вредно в условиях кризиса.
- Главным минусом проведённой российскими финансовыми властями т. н. «плавной» девальвации стало формирование валютного финансового «пузыря», что привело к оттоку рублёвой ликвидности, прекращению кредитования реального сектора, росту стоимости рублёвых ресурсов, многомесячному анабиозу экономической активности.
- Падает реальная покупательная способность денежных доходов населения в девальвируемой валюте (зарплат, пенсий и денежных пособий), и как следствие снижается покупательская активность.

## Валютные войны
Валютные войны (конкурентная девальвация) — положение в мировой финансовой системе, при котором страны соревнуются друг с другом для достижения относительно низкого обменного курса для своей национальной валюты, с тем, чтобы нарастить объёмы экспорта и помочь отечественной промышленности. Явление валютных войн достаточно редкое. Широко признано, что одним из эпизодов является произошедший в 1930 году, когда некоторые государства осуществляли продажи валюты ниже её реальной стоимости, с целью подавления объёмов внешней торговли других стран.
Профессор Калифорнийского университета Беркли Барри Эйхенгрин считает, что итогом ослабления национальных валют будет частично скоординированная либерализация монетарной политики.
Глава МВФ Доминик Стросс-Кан 2 октября 2010 года заявил, со ссылкой на ситуацию в Китае и заявление Минфина Бразилии о начале мировой валютной войны, что новая вспышка валютных войн вновь возможна. 